# Max DiLeo
Maximilian Lewis DiLeo, meglio noto come Max DiLeo (Filadelfia, 12 marzo 1993), è un cestista statunitense con cittadinanza tedesca.
È il figlio dell'allenatore e dirigente sportivo Tony DiLeo e fratello di T.J. DiLeo, a sua volta cestista.